# 20420 Marashwhitman
20420 Marashwhitman è un asteroide della fascia principale. Scoperto nel 1998, presenta un'orbita caratterizzata da un semiasse maggiore pari a 2,6454625 UA e da un'eccentricità di 0,1084323, inclinata di 1,71638° rispetto all'eclittica.